# Kielichów
Kielichów (ukr. Келихів), Kolichów – wieś na Ukrainie w rejonie śniatyńskim obwodu iwanofrankiwskiego.